# Али Уонг
Александра Дон Уонг (на английски: Alexandra Dawn Wong) е американска актриса и сценаристка.
Родена е на 19 април 1982 година в Сан Франциско в семейството на китайски лекар и виетнамска социална работничка. През 2005 година завършва азиатскоамерикански изследвания в Калифорнийския университет – Лос Анджелис. През следващите години работи като стендъп комик в Ню Йорк, придобива известност и започва да участва в различни телевизионни предавания и филми, пише сценарии за телевизията.